# Parvaroa tisdala
Parvaroa tisdala är en fjärilsart som beskrevs av Swinhoe 1903. Parvaroa tisdala ingår i släktet Parvaroa och familjen tofsspinnare. Inga underarter finns listade i Catalogue of Life.